# Гафуровский район
Гафу́ровский район (тадж. Ноҳияи Ғафуров) — административный район в составе Согдийской области Республики Таджикистан.

## История
Со второй половины XIX века территория современного Гафуровского района входила в состав Ходжентского уезда Самаркандской области Туркестанского края (с 30 апреля 1918 года — Туркестанской АССР).
27 октября 1924 года Самаркандская область, в том числе Ходжентский уезд, вошла в состав Узбекской ССР.
В 1926 году вместо областей и уездов образованы округа и районы. Вокруг города Ходжента возник Ходжентский район Ходжентского округа Узбекской ССР.
В 1929 году, после образования Таджикской ССР, Ходжентский округ передан из Узбекской ССР в Таджикскую ССР, где и находился до своего упразднения в 1930 году.
В 1930 года Ходжентский район стал иметь республиканское подчинение.
Постановлением ЦИК СССР от 9 января 1936 года Ходжентский район переименован в Ленинабадский район, а город Ходжент — в Ленинабад.
27 октября 1939 года Ленинабадский район вошёл в состав новообразованной Ленинабадской области, в которой продолжал находиться длительное время — до 1960 года.
Параллельно с Ленинабадским районом и в непосредственной близости от него с 31 января 1957 года стал существовать другой Ходжентский район — с центром в населённом пункте при совхозе «Палас». 15 марта того же года из Ленинабадского района в состав Ходжентского района был перечислен посёлок Кайракум с одновременным переименованием его в посёлок Ходжент и наделением статуса районного центра вместо посёлка Палас; город Советабад Ленинабадской области преобразован в посёлок городского типа с включением его в состав Ленинабадского района и переносом в него административного центра Ленинабадского района из посёлка Ява.
7 октября 1960 года Ленинабадский район был упразднён, а его территория была поделена между Ходжентским районом (кишлачные Советы имени Героя Советского Союза Азизова, Аучи-Калача, Кастакоз) и Ленинабадским городским Советом депутатов трудящихся (кишлачные Советы Унджи, Ява и посёлок городского типа Советабад).
Также 7 октября 1960 года посёлок городского типа Ходжент Ходжентского района преобразован в город областного подчинения. Ходжентский районный и Ходжентский поселковый Советы объединены в один Ходжентский городской Совет депутатов трудящихся с подчинением ему кишлачных и поселковых Советов Ходжентского района, который с этого дня прекратил своё существование.
22 января 1962 года Указом Президиума Верховного Совета Таджикской ССР статус города Ходжент понижен до посёлка городского типа с одновременным возвращением ему наименования — Кайраккум (ныне — город Гулистан). Тем же указом от 22 января 1962 года посёлок городского типа Советабад преобразован в город областного подчинения с присвоением ему наименования — Ходжент. Однако уже 4 января 1963 года город Ходжент вновь преобразован в посёлок городского типа, переименован обратно в Советабад и подчинён Ленинабадскому городскому Совету депутатов трудящихся.
28 марта 1962 года Ленинабадская область упразднена, все её районы, а также город Ленинабад перешли в республиканское подчинение.
Указом Президиума Верховного Совета Таджикской ССР от 4 января 1963 года был вновь образован (третий по счёту) Ходжентский район с центром в кишлаке Ява. 7 мая 1963 года центр перенесён из кишлака Ява в кишлак Исписар, а в январе 1965 года — в посёлок городского типа Советабад, переданный в район из состава города Ленинабада.
23 декабря 1970 года повторно образована Ленинабадская область, и Ходжентский район вошёл в её состав.
23 января 1978 года административный центр Ходжентского района Ленинабадской области город Советабад переименован в честь Бободжана Гафурова в город Гафуров.
С конца 1991 года Ленинабадская область, и Ходжентский район в том числе, — в составе независимой Республики Таджикистан.
30 июня 1999 года Ходжентский район Ленинабадской области переименован в Гафуровский район, а 10 ноября 2000 года и сама область сменила название на Согдийскую область.
Районный центр — посёлок городского типа Гафуров, расположенный близ города Худжанда. Территория Гафуровского района составляет 2651,7 км².

## География
Гафуровский район расположен в Ферганской долине. На западе граничит с Матчинским и Джаббар-Расуловским районами, на востоке — с Аштским и Канибадамским районами Согдийской области, на севере — с Ташкентской областью Узбекистана, на юге — с Баткенской областью Кыргызстана.

## Население
Население по оценке на 1 января 2022 года составляет 388 600 человек, в том числе городское население — в пгт. Гафуров —  5 % или 19 300 человек.
| Численность населения | Численность населения | Численность населения | Численность населения | Численность населения | Численность населения | Численность населения | Численность населения |
| 1939                  | 2003                  | 2004                  | 2005                  | 2006                  | 2007                  | 2008                  | 2009                  |
| --------------------- | --------------------- | --------------------- | --------------------- | --------------------- | --------------------- | --------------------- | --------------------- |
| 74 193                | ↗274 000              | ↗278 800              | ↗283 100              | ↗288 500              | ↗293 800              | ↗300 300              | ↗307 700              |
| 2019                  | 2020                  | 2021                  | 2022                  |                       |                       |                       |                       |
| ↗374 300              | ↗380 500              | ↗383 400              | ↗388600               |                       |                       |                       |                       |

## Административное деление
В состав Гафуровского района входят 1 посёлок городского типа и 11 сельских общин (тадж. ҷамоат):
| Сельская община  | Население (2015) |
| ---------------- | ---------------- |
| Гафуров, пгт     | 18,400           |
| Гозиён           | 18,760           |
| Дадобой Холматов | 12,966           |
| Ёва              | 40,297           |
| Зарзамин         | 12,744           |
| Исмоил           | 19,844           |
| Исфисор          | 39,590           |
| Овчикалача       | 21,585           |
| Унджи            | 45,760           |
| Хайдар Усмонов   | 37,017           |
| Хистеварз        | 52,758           |
| Чашмасор         | 10,275           |

Главой Гафуровского района является председатель района, который назначается президентом Республики Таджикистан. Главой правительства Гафуровского района является председатель хукумата. Законодательный орган Гафуровского района — маджлис народных депутатов, который избирается всенародно на 5 лет.